# Philipp Rupprecht
Philipp Rupprecht (* 4. September 1900 in Nürnberg; † 4. April 1975 in München) war unter dem Pseudonym Fips Hauptzeichner der antisemitischen Hetzzeitschrift Der Stürmer, mit der von den Nationalsozialisten die Ausgrenzung, Entrechtung, Vertreibung und Vernichtung der jüdischen Minderheit propagiert wurde.

## Leben
Der 1900 geborene Philipp Rupprecht wanderte 1920 von Nürnberg nach Argentinien aus. Er arbeitete dort als Kellner und auf einer Rinderfarm. Er heiratete 1921. Um 1925 kehrte er wieder nach Deutschland zurück. In seiner Heimatstadt zeichnete er zunächst Karikaturen für die der SPD nahestehende Fränkische Tagespost. Einer unsicheren episodischen Überlieferung nach sollte er bei einer Gerichtsanhörung eine Karikatur des nationalsozialistischen Führungsfunktionärs Julius Streicher, des Eigentümers und Herausgebers der antisemitischen Propagandaschrift Der Stürmer, zeichnen, karikierte aber stattdessen Streichers linksliberalen Gegner, den Nürnberger Oberbürgermeister Hermann Luppe. Daraufhin soll Streicher ihn in sein Blatt übernommen haben.
Seit 1925 (mit Ausnahme des Jahres 1927) gestaltete Rupprecht das Titelbild des Stürmers und trat zum 1. April 1928 der NSDAP bei (Mitgliedsnummer 80.452), die er allerdings zum 1. Juli 1930 endgültig verließ. Nach der nationalsozialistischen Machtergreifung gab er 1934 eine Sammlung von 24 Karikaturen im Stürmer-Verlag heraus (Juden stellen sich vor). Rupprecht bebilderte das in diesem Verlag publizierte Kinderbuch Der Giftpilz. Es erschien 1936 und baute propagandistisch auf den im Jahr zuvor erlassenen Nürnberger Gesetzen auf. Das Buch erreichte schon in diesem ersten Jahr eine Auflage von 60.000 Exemplaren, wobei zu berücksichtigen ist, dass es über die NSDAP zur Indoktrination kostenlos bezogen werden konnte.
Rupprecht setzte mit seinen Zeichnungen ältere antisemitische Klischees ins Bild und kombinierte dabei nahezu alle bestehenden judenfeindlichen Bildtraditionen mit den gängigen Welterklärungsmodellen und Mythen des Nationalsozialismus. Er visualisierte das Stereotyp vom kollektiven Juden zu einer Gestalt mit abstoßenden körperlichen Eigenschaften, die als Ausdruck einer in jeder Hinsicht abstoßenden Persönlichkeit zu sehen waren: fettleibig, unrasiert, aufgedunsenes Gesicht, vor sexueller Gier geifernde wulstige Lippen, gekrümmte Großnase, hervorstehende Augen. Mit diesem äußerst begrenzten, ständig wiederholten Repertoire blieb er beim Stürmer bis zu dessen Ende 1945 erster Zeichner. Rupprechts Karikaturen waren bei der Leserschaft des Stürmers äußerst beliebt und inspirierten sie zu diversen judenfeindlichen Aktionen in Eigeninitiative. Exemplarisch für seine Hervorbringungen ist das Plakat „Rassenschande“.
Rupprecht gestaltete unter anderem auch Wahlplakate, wie zum Beispiel das Wahlplakat zur Reichstagswahl am 5. März 1933, auf welchem Hitler und Hindenburg abgebildet waren.
Nach kurzem Dienst in der Marine 1939 blieb Rupprecht aufgrund seiner propagandistischen Rolle vom Kriegsdienst verschont und wurde „UK“ gestellt. Im Rahmen der Entnazifizierungsverfahren wurde Rupprecht zunächst interniert, dann als Hauptschuldiger eingestuft und zu zehn Jahren Arbeitslager ohne Anrechnung der Internierungshaft verurteilt.
Die beiden von Rupprecht illustrierten Bücher wurden in der Sowjetischen Besatzungszone auf die Liste der auszusondernden Literatur gesetzt.
Vor dem Hintergrund des Kalten Krieges wurde er bereits 1950 wieder entlassen, lebte danach als Kunstmaler und Dekorateur in Starnberg, Stuttgart-Bad Cannstatt und offenbar bis zuletzt in München, wo er 1975 starb. Nachahmungen und Adaptionen seiner Karikaturen finden sich in antisemitischen Publikationen bis in die heutige Zeit.

## Veröffentlichungen
- Juden stellen sich vor. 24 Zeichnungen vom Stürmerzeichner. Stürmer-Verlag, Nürnberg 1934
- Der Giftpilz. Stürmer-Verlag, Nürnberg 1938 (Text von Ernst Hiemer, Zeichnungen „Fips“)